# Claudia Gamon
Claudia Angela Gamon (ur. 23 grudnia 1988 w Feldkirch) – austriacka polityk, posłanka do Rady Narodowej, deputowana do Parlamentu Europejskiego IX kadencji.

## Życiorys
W 2011 ukończyła studia z zakresu zarządzania przedsiębiorstwem na Uniwersytecie Ekonomicznym w Wiedniu, w 2015 uzyskała magisterium na tej uczelni. Pracowała początkowo w rodzinnej winnicy. Od 2009 pełniła funkcję wiceprzewodniczącej federalnych struktur liberalnej młodzieżówki JuLis. Reprezentowała tę organizację we władzach związku studenckiego Österreichische Hochschülerinnen- und Hochschülerschaft.
Zaangażowała się w działalność ugrupowania NEOS. W latach 2013–2014 pracowała w jego strukturach, odpowiadając za komunikację. W 2015 była zatrudniona jako menedżer projektu w stowarzyszeniu motoryzacyjno-turystycznym ÖAMTC. W tym samym roku objęła wakujący mandat posłanki do Rady Narodowej XXV kadencji. W wyborach w 2017 z powodzeniem ubiegała się o reelekcję na XXVI kadencję niższej izby austriackiego parlamentu. W 2019 została natomiast wybrana w skład Parlamentu Europejskiego IX kadencji. Zasiadała w nim do 2024, w tym samym roku uzyskała mandat posłanki do landtagu Vorarlbergu.